# Juan Esteban Manrique de Lara Acuña y Manuel

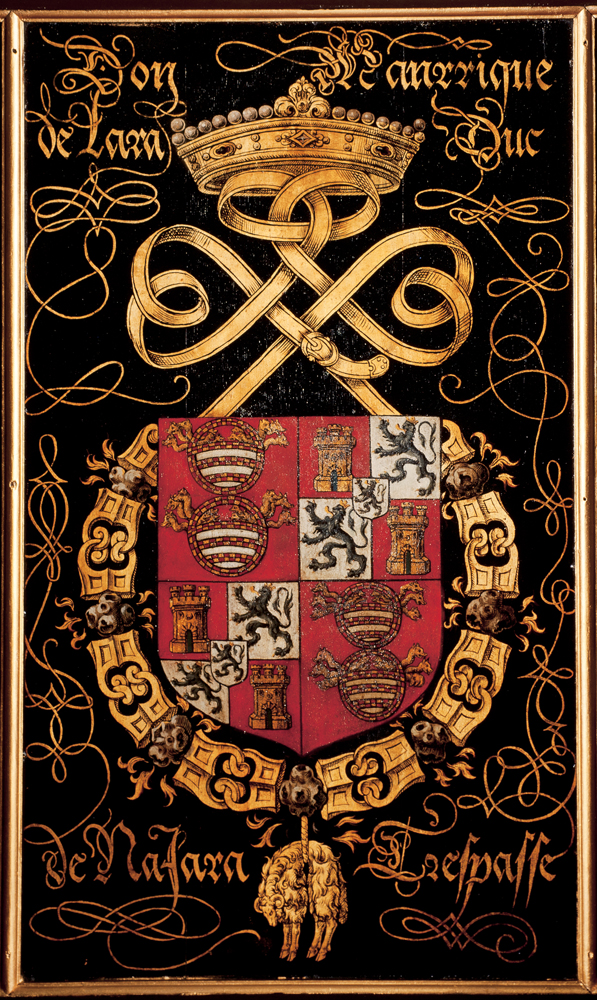
Escudo del iv duque de Nájera, caballero de la Orden del Toisón de Oro, en la Catedral de Gante

Juan Esteban Manrique de Lara Acuña y Manuel (Valencia de Don Juan, León, 10 de abril de 1533 - Madrid, 5 de junio de 1600), noble, diplomático y político español que fue IV duque de Nájera, V conde de Treviño, VI conde de Valencia de Don Juan y XIII señor de Amusco, de Navarrete, Ocón, San Pedro, Belmonte de Campos, Cevico de la Torre y la casa de los Manueles. Asimismo, ejerció como virrey y capitán general de Valencia (1578-1581), comendador de Herrera en la Orden de Calatrava (1598), consejero de Estado y alcaide de las torres de León, Balmaseda y Davalillo.

## Vida
Nacido el 10 de abril de 1533 en Valencia de Don Juan, Manrique de Lara era hijo de Juan Esteban Manrique de Lara y Cardona, III duque de Nájera, IV conde de Treviño etc., y su esposa Luisa de Acuña y Manuel, V condesa de Valencia de Don Juan. Se halló presente en el juramento que el infante Carlos, primogénito de Felipe II, realizó en Toledo el 22 de febrero de 1560, y en el cuarto matrimonio del rey con la archiduquesa Ana de Austria. En 1571, asimismo, participó del bautismo del príncipe Fernando, y fue uno de los seis Grandes de España que Felipe II designó para que sirviesen las cosas necesarias en aquella ceremonia, llevando el salero.
Intervino en los preparativos para la reunión con Catalina de Médici, viuda de Enrique II de Francia, y en 1565 la acompañó a ella, a la reina Isabel Farnesio y al rey Carlos IX hasta Bayona. También viajó a los Países Bajos para ayudar al duque de Alba en las cuestiones referentes a la guerra de Flandes, tras lo cual se dirigió a Italia y asistió a las prevenciones que se hacían para la guerra contra el Imperio Otomano.
El 19 de junio de 1572, por una carta real en la que se lo llama «duque primo», Felipe II le ordenó que fuese a Roma a rendir obediencia al nuevo papa Gregorio XIII. Tras cumplir esta misión, se dirigió a Nápoles y se encontró con Juan de Austria, a quien felicitó por el triunfo en la batalla de Lepanto y le aconsejó que debía aprovechar esa situación ventajosa para emprender la conquista de Túnez.
El 2 de julio de 1578 fue designado virrey de Valencia. Durante su permanencia en el cargo, el duque desplegó medidas para aminorar la delincuencia. De esta manera, dictó un bando sobre el orden público en la capital y alrededores y aumentó el número de condenados a pena de muerte. A comienzos de 1581 se vio envuelto en un incidente diplomático con Francia: impidió desembarcar a tres saetías procedentes de Marsella, lugar asolado por la peste, provocando que una de ellas encallase y perdiese todo lo que transportaba. El duque de Nájera hubo de comparecer ante el Supremo Consejo de Aragón para dar sus explicaciones.
En 1581, Felipe II decidió relevarlo del cargo virreinal. El duque se trasladó a la Corte y en 1598 recibió la encomienda de Herrera en la Orden de Calatrava. Felipe III lo nombró consejero de Estado, a lo cual el cronista Prudencio de Sandoval comenta que «con la larga experiencia, y claro ingenio y pecho cristiano, y valor, que su generosa sangre pide, hace su oficio, con gran satisfacción, y aprobación de todos». Falleció en Madrid el 5 de junio de 1600.

## Matrimonio y descendencia
Contrajo matrimonio el 10 de agosto de 1552 (o en 1554, según otras fuentes) con María Girón, hija de Juan Téllez Girón, IV conde de Ureña, y su esposa María de la Cueva y Toledo, camarera mayor de la reina. En realidad, las capitulaciones matrimoniales ya estaban firmadas desde el 26 de agosto de 1549, pero se esperó a que María cumpliese catorce años para hacer efectivo el enlace. Con ella tuvo a:
- Luisa Manrique de Lara, que sucedió como V duquesa de Nájera, VII condesa de Treviño, VIII condesa de Valencia de Don Juan etc.
- Manrique de Lara, VII conde de Valencia de Don Juan y virrey de Cataluña, que murió sin descendencia.
- Juan Manrique de Lara, VI conde de Treviño, que se casó con María de Quiñones, hija de los condes de Luna. Murió sin descendencia.
- Rodrigo, que murió joven.
- Pedro, que murió joven.